# Tryffelmurkla
Tryffelmurkla (Geopora cooperi) är en svampart som beskrevs av Harkn. 1885. Tryffelmurkla ingår i släktet Geopora och familjen Pyronemataceae. Arten är reproducerande i Sverige. Inga underarter finns listade i Catalogue of Life.